# Bruce Carey
Bruce Carey   (Hamilton, 16 de novembre de 1876 - Hamilton, 8 de maig de 1960) va ser director de cor canadenc, baríton i educador musical.
Va començar la seva carrera a Hamilton, Ontario, on va fundar el "Cor Bach-Elgar" el 1905. Després de dirigir aquest conjunt durant disset anys, es va traslladar a Filadèlfia, Pennsilvània, als Estats Units, on va dirigir dos famosos cors: el Mendelssohn. Club i el cor Bach de Betlem.

## Vida i carrera
Nascut a Hamilton, (Ontario), Carey era d'una família destacada de músics canadencs. Va començar la seva formació musical al seu país natal amb J.E.P. Aldous (piano) i Elliott Haslam (cant). El 1900-1901 va estudiar a la "Guildhall School of Music" de Londres amb William Hayman Cummings i Albert Visetti.
Quan va tornar al Canadà el 1901, Carey va ocupar el càrrec de mestre de cor a diverses esglésies de Hamilton, Ontario fins al 1922. El 1905 va fundar el "Bach-Elgar Choir", que en fou el primer director fins al 1922. Del 1926 al 1934 va ser director del Mendelssohn Club de Filadèlfia, col·laborant sobretot freqüentment per a concerts amb Leopold Stokowski i lOrquestra de Filadèlfia. Del 1933 al 1938 va ser director del reconegut cor Bach de Betlem.
Carey va ser membre de la facultat i administrador del "Royal Hamilton College of Music" del 1907 al 1917. Va ser un dels 4 fundadors originals que va portar "Rotary" a Hamilton amb el "Rotary Club of Hamilton" oficial que es va formar el 23 de juny de 1913. Va ser supervisor de música del sistema d'escoles públiques de Hamilton del 1918 al 1922, període durant el qual també va impartir cursos d'estiu a la Universitat de Cornell. Del 1922 al 1943 va exercir de director de música vocal al "Girard College for Boys" de Filadèlfia. Després de la seva jubilació, el 1945, va fer la seva casa a Florida. Va morir a Hamilton, Ontario, el 1960, mentre visitava la seva família.